# 麁玉郡
- 令制国一覧 > 東海道 > 遠江国 > 麁玉郡
- 日本 > 中部地方 > 静岡県 > 麁玉郡

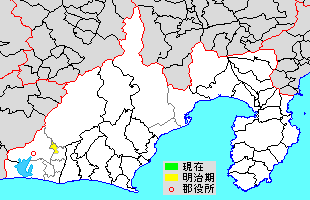
静岡県麁玉郡の範囲

麁玉郡（あらたまぐん）は、静岡県（遠江国）にあった郡である。

## 郡域
1879年（明治12年）に行政区画として発足した当時の郡域は、現在の行政区画では概ね浜松市浜名区の一部（新原・宮口・灰木・大平・堀谷・三大地・四大地）にあたる。

## 歴史

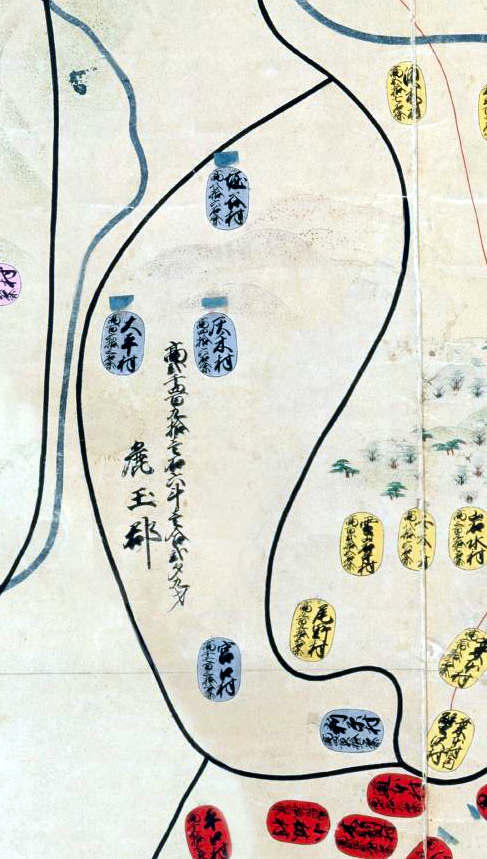
「遠江國」（『天保國繪圖』天保9年）。麁玉郡は濃青色、隣接する豊田郡は黄色、長上郡は赤色、引佐郡は桃色で示されている。原図では東が上になっているが、90度右回転させて北を上にして表示している

古代より近代まで存在した郡で、古代の藤原京出土木簡に「荒玉評」を確認することができることから、国郡制施行以前から評制が行われていたと考えられる。新原、宮口、根堅、内野、高根山の各古墳群の存在からわかるように、大化以前より開発が行われていたと考えられる。万葉集には当郡出身の防人、若倭部身麻呂による句（巻20）と、当郡を指すと考えられる「あらたまの伎倍」という言葉が入った句（巻11・14）の2つ存在している。江戸時代には遠州諸藩領、他国諸藩飛地領、旗本領、寺社領があり複雑化していた。1887年（明治20年）の時点で、戸数746戸、人口3,649人であった。

### 近代以降の沿革
- 「旧高旧領取調帳」に記載されている明治初年時点での支配は以下の通り。●は村内に寺社領が、○は寺社等の除地（領主から年貢免除の特権を与えられた土地）が存在。（6村）

| 知行   | 知行       | 村数 | 村名                      |
| ------ | ---------- | ---- | ------------------------- |
| 幕府領 | 幕府領     | 1村  | 伝右衛門新田              |
| 幕府領 | 旗本領     | 2村  | ○新原村、●宮口村          |
| 藩領   | 陸奥白河藩 | 3村  | ○灰木村、○大平村、○堀谷村 |

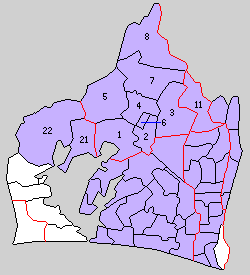
11.麁玉村（紫：浜松市 1 - 8は引佐郡 21・22は敷知郡 → 引佐郡）

- 慶応2年6月19日（1866年7月30日） - 白河藩主阿部正静が陸奥棚倉藩に転封され、白河藩領は二本松藩の預地となる。
- 慶応4年2月1日（1868年2月23日） - 阿部正静の白河藩復帰が決定するが、実行に至らず。
- 慶応4年5月24日（1868年7月13日） - 徳川宗家が駿河府中藩に転封。転封される。これにともない遠江・駿河・伊豆国内での領地替えが実施され、幕府領・旗本領が消滅。
- 明治元年12月15日（1869年1月27日） - 白河藩領が天領となる。
- 明治2年8月7日（1869年9月12日） - 府中藩が静岡藩に改称。
- 明治4年11月15日（1871年12月26日） - 第1次府県統合により浜松県の管轄となる。
- 明治8年（1875年） - 伝右衛門新田が豊田郡伝右衛門西新田と合併して豊田郡豊保村となり、郡より離脱。（5村）
- 明治9年（1876年）8月21日 - 第2次府県統合により静岡県の管轄となる。
- 明治12年（1879年）3月12日 - 郡区町村編制法の静岡県での施行により行政区画としての麁玉郡が発足。「引佐麁玉郡役所」が引佐郡気賀村に設置され、引佐郡とともに管轄。
- 明治22年（1889年）4月1日 - 町村制の施行により、全5か村が合併して麁玉村が発足。
- 明治29年（1896年）4月1日 - 郡制の施行のため、引佐郡・麁玉郡および敷知郡の一部の区域をもって、新制の引佐郡を設置。同日麁玉郡廃止。